# Jeanne Shaheen
Jeanne Shaheen, född 28 januari 1947 i Saint Charles, Missouri, är en amerikansk demokratisk politiker. Hon var guvernör i delstaten New Hampshire 1997-2003. Hon är den första kvinnan i USA:s historia som har både vunnit ett guvernörsval och blivit invald i USA:s senat. Shaheen är senator för New Hampshire sedan 6 januari 2009.
Shaheen avlade 1967 sin grundexamen vid Shippensburg University. Hon avlade 1973 sin master i statskunskap vid University of Mississippi.
Shaheen besegrade Ovide P. Lamontagne i guvernörsvalet i New Hampshire 1996. Hon omvaldes 1998 med 66% av rösterna. I guvernörsvalet 2000 besegrade hon tidigare senatorn Gordon J. Humphrey.
Shaheen kandiderade 2002 till senaten för första gången. Hon fick 47% av rösterna mot 51% för republikanen John E. Sununu. I kongressvalet i USA 2008 möttes Shaheen och Sununu på nytt. Den gången vann Shaheen med 52% av rösterna mot 45% för Sununu. Den 12 mars 2025 meddelade Shaheen att hon inte kommer att kandidera för omval år 2026.